# Василенко, Владимир Харитонович
Влади́мир Харито́нович Василе́нко (25 мая [7 июня] 1897, Киев — 19 декабря 1987, Москва) — советский терапевт. Доктор медицинских наук (1940). Полковник медицинской службы (1945), академик Академии медицинских наук СССР (1957), член Президиума АМН СССР (1957—1960), академик-секретарь отделения клинической медицины АМН СССР (1960—1966), Герой Социалистического Труда (1967). Главный редактор Малой медицинской энциклопедии в 12 томах (1965—1970).

## Биография
Владимир Харитонович Василенко родился в 1897 году в Киеве. В 1917 году окончил гимназию. Поступил в Киевский медицинский институт, который окончил в 1922 году. На протяжении 12 лет он работал и формировался как клиницист, под руководством Ф. Г. Яновского и Н. Д. Стражеско. В факультетской терапевтической клинике Киевского медицинского института В. Х. Василенко работал ассистентом и доцентом. В 1935 году Василенко был избран заведующим кафедрой терапии Киевского института усовершенствования врачей, одновременно продолжал работать в Институте клинической медицины под руководством Н. Д. Стражеско. В 1940 году защитил докторскую диссертацию.
Первые годы Великой Отечественной войны В. Х. Василенко провёл в Уфе в эвакуации, где работал доцентом в Башкирском медицинском институте и консультантом в эвакуационных госпиталях. С мая 1943 года В. Х. Василенко находился в действующей армии на фронтах Великой Отечественной войны. С этого же времени он — главный терапевт Северо-Кавказского, затем I и II Украинских фронтов.
Во время предстоящего наступления войск Северо-Кавказского фронта в 1943 году (Таманский полуостров) в соединениях и частях фронта возникло массовое заболевание малярией. Командующий фронтом И. Е. Петров вызвал В. Х. Василенко и потребовал в кратчайшие сроки восстановить боеспособность войск. По просьбе В. Х. Василенко приказом командующего все госпитали фронта на 10 дней были переданы терапевтической службе. Всем больным малярией был проведён курс лечения акрихином и хинином, и к назначенному приказом сроку боеспособность частей и соединений была восстановлена. За успешно проведённую «терапевтическую операцию» В. Х. Василенко был награждён командованием боевым орденом Отечественной войны 1-й степени.
За лечение Мао Цзэдуна Василенко получил в подарок комплект шахмат, сделанных в начале XX века в единственном экземпляре.
В 1945—1947 годах работал главным терапевтом Львовского военного округа и Прикарпатского военного округа. С 5 марта 1948 года по 1987 год заведовал кафедрой пропедевтики внутренних болезней Первого Московского медицинского института им. И. М. Сеченова. Главный терапевт IV управления Министерства здравоохранения СССР (1948—1957). В ноябре 1952 года, будучи главным терапевтом Кремлёвской больницы, Василенко был арестован в связи с трагическим «Делом врачей». Он был одним из немногих, кто не признал инкриминируемых ему обвинений.
После смерти И. В. Сталина В. Х. Василенко вернулся на работу в клинику.
В 1950-х годах В. Х. Василенко поставил ещё одну задачу — возродить отечественную гастроэнтерологию. С 1952 года он был редактором журнала «Клиническая медицина». С 1957 года — член президиума Академии медицинских наук СССР. В 1961 году он создал лабораторию гастроэнтерологии, на базе которой в 1967 году возник Всесоюзный научно-исследовательский институт гастроэнтерологии, объединённый с кафедрой и клиникой пропедевтики внутренних болезней. В 1967—1974 годах Василенко являлся директором созданного им института.
Жил в Москве на Новослободской улице, 57/65. Похоронен на Кунцевском кладбище.

## Научная деятельность
Автор более 300 научных работ, посвящённых главным образом проблемам диагностики и профилактики внутренних болезней. Он первым в мире описал IV тон сердца (1931), разработал вместе с Н. Д. Стражеско классификацию недостаточности сердечно-сосудистой системы (1935), которая до сих пор не потеряла своего практического значения. Ещё в довоенный период, работая в Киеве, он всё больше внимания уделял изучению хронической недостаточности кровообращения. Им было опровергнуто учение австрийского терапевта Г. Эппингера об изменении обмена молочной кислоты при недостаточности кровообращения и впервые описан метаболический алкалоз, развивающийся при хронической сердечной недостаточности (1939).
В послевоенные годы В. X. Василенко выделил ряд клинических форм недостаточности кровообращения: коллаптоидный тип, тип скрытой недостаточности сердца у пожилых, ишемический, гиперкинетический, сухой дистрофический, сенильный ишемический типы. Важные работы В. Х. Василенко посвящены диагностике и лечению инфаркта миокарда, обоснованию диагностической роли фотосканирования в диагностике постинфарктных аневризм сердца и внутрисердечного тромбоза.
В клинике ученики В. Х. Василенко под его руководством продолжили изучение проблемы недостаточности кровообращения. В 1950—1960-х годах, когда стало бурно развиваться хирургическое лечение пороков сердца, в клинике В. Х. Василенко были разработаны методы определения степени митрального и аортального стенозов, обоснованы показания к хирургическому лечению и др. Большое значение придавал изучению ишемической болезни сердца.
Разрабатывались вопросы ранней диагностики коронарной недостаточности, клинико-анатомических параллелей заживления инфаркта миокарда, осложнений инфаркта миокарда. А также — новые методы исследования при ишемической болезни сердца, в частности радиоизотопные: сканирование сердца для изучения постинфарктных аневризм, выявления внутрисердечного тромбоза, исследование легочного кровотока при остром инфаркте миокарда. При Василенко в клинике было организовано отделение интенсивной терапии и реанимации. Работы по проблемам кардиологии в клинике продолжались всегда. Под руководством В. Х. Василенко и А. Л. Гребенева был выполнен ряд работ, посвящённых клинике и лечению рефлюкс-эзофагита, грыжи пищеводного отверстия диафрагмы, спастической дискинезии пищевода (А. С. Степенко, Л. А. Положенкова, В. И. Лещенко и др.). Особенно велика заслуга сотрудников В. Х. Василенко в изучении ахалазии кардии (А. Л. Гребенев, В. М. Араблинский, А. А. Геппе, С. С. Катаев, Р. Н. Гурвич).
В клинике много было сделано для внедрения новых лабораторно-инструментальных методов исследования в гастроэнтерологии. Так, впервые в СССР, был применён гастроскоп на волоконной оптике, освоена методика прицельной гастробиопсии. В. Х. Василенко виртуозно владел физикальными методами исследования.
Симптом Василенко — возможный признак стеноза привратника: шум плеска, возникающий при пальпации живота (производится натощак) справа от средней линии.
Был председателем правления Всесоюзного научного общества гастроэнтерологов, членом Всероссийского научного общества терапевтов. Он был почетным членом Международного общества терапевтов, Шведского общества терапевтов, научных обществ гастроэнтерологов Германии, Болгарии.
В конце жизни в письме к товарищу призывал к борьбе с лженаукой в медицине, выступал против экстрасенсов (Кашпировский и Чумак), лечебных браслетов, эбонитовых дисков, иглоукалывания и пр.

## Награды
- Герой Социалистического Труда (24.05.1967)
- 4 ордена Ленина (05.06.1957; 15.02.1961; 24.05.1967; 06.06.1977)
- орден Октябрьской Революции (20.07.1971)
- орден Красного Знамени (20.11.1944)
- орден Отечественной войны I степени (16.10.1943)
- 2 ордена Отечественной войны II степени (18.05.1945; 11.03.1985)
- орден Трудового Красного Знамени (23.01.1948)
- орден Дружбы народов (22.05.1987)
- медали
- иностранные медали
- Лауреат Государственной премии СССР (1979, совместно с А. Л. Гребеневым).
- Премия имени Н. Д. Стражеско АМН СССР (1979, В. Х. Василенко и А. Л. Гребеневу за цикл работ по диагностике, дифференциальной диагностике, терапии и профилактике заболеваний пищевода).

## Память
- Клиника пропедевтики внутренних болезней, гастроэнтерологии, гепатологии, которой он руководил с 1948 по 1987 год, а также кафедра пропедевтики внутренних болезней 1-го Московского медицинского института носят имя В. Х. Василенко.
- В помещении кафедры пропедевтики внутренних болезней установлен бюст В. Х. Василенко (работа скульптора Л. Е. Кербеля), создан его мемориальный кабинет.

## Научные труды
- «Клиническое значение определения ароматических соединений крови и мочи при заболеваниях почек» // «Терапевтический архив», 1927, т. 5, вып. 1.
- «Непосредственная аускультапия диастолической фазы сердца» // «Врачебное дело», 1934, № 9.
- «Метод клінічного діагнозу» // «Медічній журнал», 1934, т. 4, № 2.
- «Азотистий обмін при хронічній недостатності кровообігу». Київ, 1941.
- «Принципы организации терапевтической помощи в условиях фронта», 1944.
- «Крупозное воспаление лёгких». Киев. 1947.
- «Внутренние болезни» (совм. с др.), 7-е изд. М., 1954, 504 с.
- «Болезни пищевода», М.: Медицина, 1971 (соавт.: А. Л. Гребенев, М. М. Сальман).
- «Приобретённые пороки сердца». Киев, 1972, 304 с.
- «Пропедевтика внутренних болезней: Учебник для студентов мед. институтов», М.: Медицина, 1974, 1982, 1987, 1995, 2001, 2009 (соавт.: А. Л. Гребенев).
- «Ахалазия кардии», М.: Медицина, 1976, 280 с. (соавт.: Т. А. Суворова, А. Л. Гребенев).
- «Грыжи пищеводного отверстия диафрагмы», М.: Медицина, 1978 (соавт.: А. Л. Гребенев).
- «Болезни желудка и двенадцатиперстной кишки», М.: Медицина, 1981, 342 с.  (соавт.: А. Л. Гребенев).
- «Введение в клинику внутренних болезней». М., 1985, 255 с.
- «Язвенная болезнь», М.: Медицина, 1987 (совм.: А. Л. Гребенев, А. А. Шептулин).